# Pressió parcial d'un gas en sang
La pressió parcial d'un gas en sang es refereix a la pressió parcial dels gasos en sang. Les mesure més habituals de gasos són la pressió d'oxigen (PxO₂), la pressió de diòxid de carboni (PxCO₂) i la pressió de monòxid de carboni (PxCO). L'índex x de cada símbol representa la font del gas que es mesura; "a" que significa arterial, "A" és alveolar, "v" és venosa, "c" sent capil·lar. Les proves de gasos en sang (com la gasometria arterial o la venosa) mesuren aquestes pressions parcials.